# Rajski ljiljan
Rajski ljiljan (lat. Paradisea), rod mirisnih trajnica iz porodice šparogovki. Svega dvije vrste pripadaju rodu, a rastu po Alpama, Juri, Pirenejima i Apeninima.

## Vrste
1. Paradisea liliastrum (L.) Bertol.
2. Paradisea lusitanica (Cout.) Samp.